# Тейф, Моисей Соломонович
Моисей Соломонович Тейф (идиш משה טײף‎ — Мойше Тейф, также известен под псевдонимом Шая Сибирский; 4 сентября 1904, Минск — 23 декабря 1966, Москва) — еврейский советский поэт и переводчик, прозаик.
Произведения Тейфа посвящены Гражданской войне («Виолончель», «Пролетарка, сестра моя»), Великой Отечественной войне («Золотое яблочко»), Холокосту («Шесть миллионов», «Анна Франк», «Кихелех и земелех», посвящённое памяти маленького сына Тейфа, который вместе с родителями поэта погиб в Минском гетто). Перевёл на идиш «Песнь песней», произведения Ф. Шиллера, В. Скотта, Ш. де Костера.

## Биография
Родился в многодетной семье приказчика. С 13 лет работал на обойной фабрике, вступил в комсомол, учился в школе рабочей молодёжи. Выступал актёром и сценаристом еврейской агитбригады. Один из учредителей литературной группы при минской газете «Дер юнгер арбетер» (Молодой рабочий) (1923). Там же было опубликовано его первое стихотворение.
В середине 1920-х годов переехал в Москву. В 1928 году поступил в Московский педагогический институт на отделение еврейского языка и литературы, который окончил в 1933 году. Одновременно работал корректором в советской еврейской газете «Дер эмес», сблизился с А. Кушнировым, вступил в Российскую ассоциацию пролетарских писателей (РАПП), печатался в еврейской печати Москвы, Минска, Харькова, дружил с М. Голодным, перевёл на идиш стихотворение М. Светлова «Гренада» и опубликовал в том же году, когда оно появилось и в русской прессе.
В 1938 году арестован по ложному доносу. 29 апреля 1941 года был освобождён из заключения с ограничением места проживания, приехал вместе с женой в Борисов, затем переехал в Лысые Горы Саратовской области. В октябре 1941 года М. Тейф ушёл на фронт, прошёл всю войну, демобилизовался в сентябре 1945 года.
С осени 1945 года М. Тейф жил в Москве, занимался литературной работой, печатался в еврейской газете «Октябрь» и еврейском журнале «Штерн» (Звезда), с середины 1946 года печатал стихи и рассказы в газете еврейского антифашистского комитета (ЕАК) «Эйникайт» (Единство). В сентябре 1946 года заключил договор с издательством «Дер Эмес» (Правда) на публикацию сборника стихов «Песни солдата».
В 1947—1949 годах печатался в еврейском журнале «Геймланд» (Родина) и сотрудничал с еврейской редакцией Всесоюзного комитета для вещания за границу.
В 1947 году был избран секретарём бюро секции еврейских писателей при Союзе советских писателей.
Арестован 10 мая 1951 года постановлением ОСО «за антисоветскую агитацию и участие в антисоветской националистической организации» и приговорён к 8 годам заключения в ИТЛ. Отправлен в Речной лагерь № 6 МВД (Воркута).
Реабилитирован 5 мая 1956 года, после чего освобождён из заключения. В июле 1956 года вернулся в Москву.
Умер в 1966 году. Похоронен на Востряковском кладбище (уч. 36), рядом похоронена его сестра, Тейф Мери Соломоновна (1906—1957).

Воркутинский политзаключённый Михаил Спивак в своей книге «Через Гетто, Гулаг и Галут» вспоминал о Моисее Тейфе:
«Об одном человеке, с которым свела меня судьба в лагере, хочу сказать несколько слов. Это был Моисей Соломонович Тейф, замечательный еврейский поэт, который перевёл на идиш „Гренаду“ М. Светлова, „Вильгельма Теля“ Ф. Шиллера, а также несколько знаменитых прозаических книг — „Тиля Уленшпигеля“ Ш. Де Костера, „Айвенго“ В. Скотта. <…> Я узнал, что он поэт, жил в Минске, потом переехал в Москву. Сидит уже вторично. В первый раз его посадили в 1937 году, но тогда каким-то чудом он остался жить, его выпустили. В начале войны он ушёл на фронт, прошел всю войну, и опять чудом остался жив. А сейчас осуждён по обвинению в национализме. С тех пор я часто заходил к нему, иногда мы встречались после работы, иногда по выходным. Он читал мне „Гренаду“ в своём переводе, читал другие стихи, и я помню, с каким вдохновением звучал его голос, до сих пор этот голос стоит у меня в ушах. Стихи он писал постоянно. Записывал их на клочках бумаги карандашом и рассовывал по карманам. И ещё я помню, как он рассказывал мне про Палестину, про историю еврейского народа. Он говорил: „Теперь у нас есть своё государство, своя Родина! Я счастлив! Может, я и не попаду туда, но ты, возможно, попадёшь. И ты ещё увидишь мои стихи в израильских журналах“. В 1966 году моя мать приезжала в Москву к брату, заходила к Тейфу, и рассказывала, как он расспрашивал обо мне, просил, чтобы я обязательно зашёл к нему, если буду в Москве. Я собирался это сделать при первой возможности, но опоздал. В том же 1966 году он скоропостижно умер».

## Семья
Первая жена — Роза Плоткина, певица.
Вторая жена — Эсфирь Абрамовна Блущинская, актриса Белорусского государственного еврейского театра; ей был посвящён лирический цикл «Пою тебя, Эстерл…». Приёмная дочь — Лея Дар.

## Издания и публикации в память о М.Тейфе
- В связи со 100-летием со дня рождения Моисея Тейфа, отмечавшемся в 2004 году, ему был посвящён номер журнала «Корни» № 22[8], где впервые опубликованы в переводе на русский язык цикл «Лагерные стихи» (Шая Сибирский (Моисей Тейф) Лагерные стихи Перевод с идиша Моисея Ратнера. стр. 82-95), автобиография «Альпинезл» («Чудом выживший»), воспоминания о нем родных и друзей.
- В № 27 журнала «Корни»[8] размещены материалы о Тейфе, новые переводы его стихов, воспоминания о нём, рассказано о вечерах памяти Моисея Тейфа, прошедших в Минске с участием его вдовы Эсфири Абрамовны Блущинской-Тейф и в городах Израиля с участием его приемной дочери Леи Дар[9].
- В Израиле к 100-летию М. Тейфа был издан сборник его стихов на идиш.
- Вениамин Михайлович Полещиков, сыктывкарский краевед, опубликовал статью о Моисее Тейфе в книге «От Воркуты до Сыктывкара. Судьбы евреев в Республике Коми». — Т.2. — Сыктывкар, 2004.
- Статья Л.Кациса о Моисее Тейфе и подборка его стихов напечатана в № 9 за 2006 год журнала «Лехаим».